# 鳥屋野潟公園
新潟県立鳥屋野潟公園（にいがたけんりつとやのがたこうえん）は、新潟県新潟市中央区にある県立の都市公園（広域公園）である。
女池地区（めいけちく）、鐘木地区（しゅもくちく）、スポーツ公園（スポーツこうえん）の3つのエリアで構成されている。各エリアは独立しており、アクセス方法も管理棟も別々である。

## 沿革
1973年度より県主導で整備され、1986年4月に県内初の県立都市公園として、現在の鐘木地区の一部にあたる4.3 haがオープンした。1992年には新潟県立図書館が整備された。
これとは別に1980年代後半、高速道路整備後の鳥屋野潟南部地域の乱開発や環境悪化が懸念されたことを契機とし、県・市・亀田郷土地改良区が協力して鳥屋野潟南部開発計画を策定し、200 ha超の敷地に総合スポーツゾーン、総合レクリエーションゾーン、住居ゾーン、国際文化・教育ゾーンの4ゾーンを設けて開発推進することを合意。このうち総合スポーツゾーンは2009年の新潟国体に向けて整備されることとなり、1991年に鳥屋野潟公園計画区域に追加する都市計画変更が行われた。1998年に全国都市緑化フェア「にいがた緑のものがたり’98」の会場となったのち、2001年に新潟スタジアム（ビッグスワン）、2009年に新潟県立野球場がそれぞれオープンした。国際文化・教育ゾーンについては、国際農業研究センター（ICAS）を中核とする計画や水田高度利用研究センターの整備計画があり、また総合レクリエーションゾーンについては大手流通業者が構想を練っていたがいずれも実現しなかった。
なお、1970年代からの当初の整備計画は土地をめぐる訴訟問題により、1980年代後半からの開発計画のうち民間開発部分は買い手不足により、それぞれ難航する場面があった。

## 鐘木地区
鳥屋野潟の南西部に位置する、園地面積14.4haの地区。園地東側はスポーツ公園の北地区の園地と接しており、徒歩等による回遊も可能である。(株)アール
・ケー・イーが指定管理者として運営管理を行っている。

### 主な施設
- 鐘木インフォメーションセンター・四季彩館

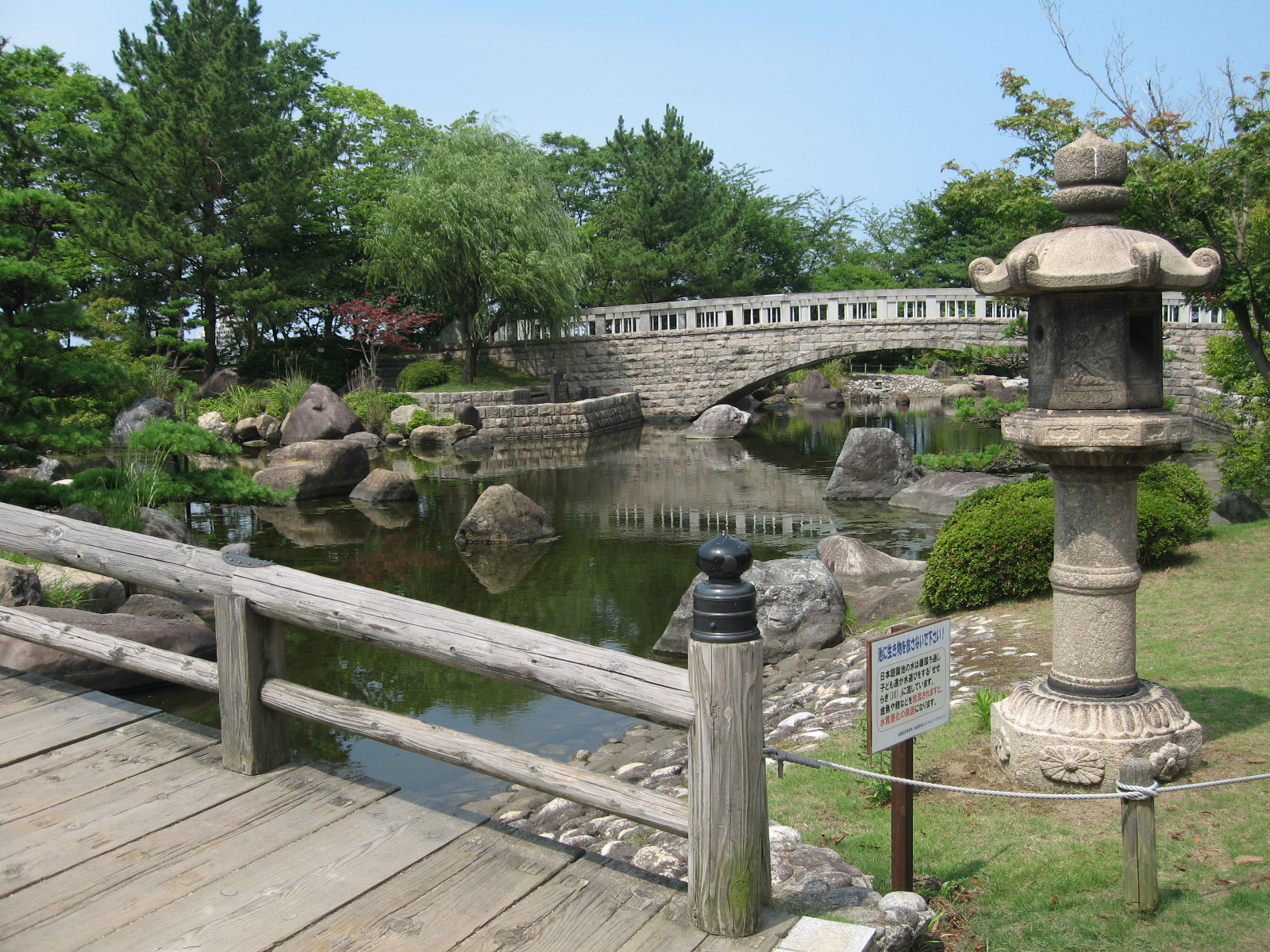
日本庭園
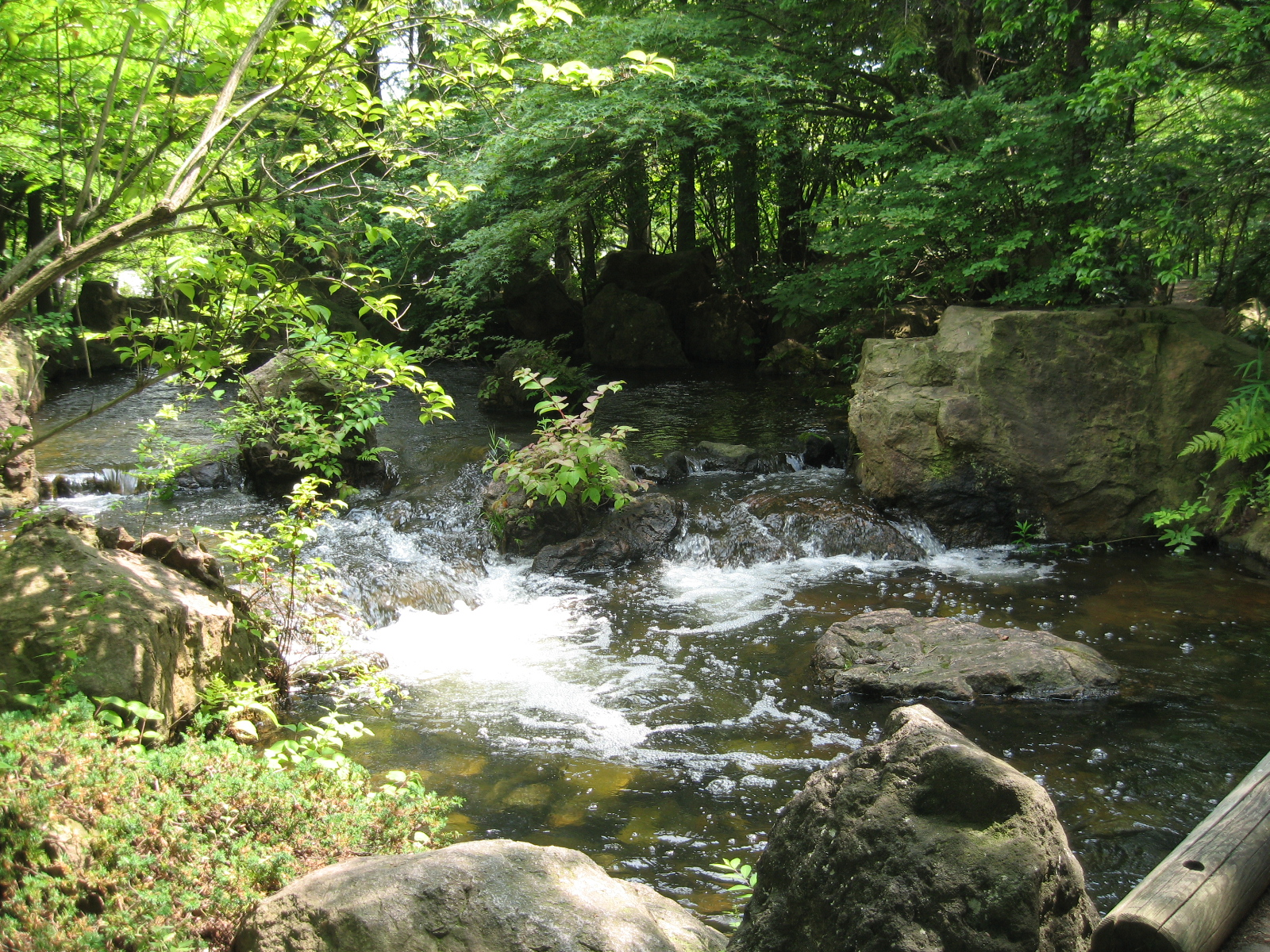
せせらぎ（人工河川）
- メイン広場
- 多目的広場
- 花見広場
- トリムの森
- ユキツバキ園
- 観察池
- みはらしハウス
- 鳥観庵
- 遊具
- 駐車場
  - 大型車　　　9台
  - 普通車　　235台
  - 身障者用　　2台

- 日本庭園
- せせらぎ

### 周辺施設
- いくとぴあ食花
- 天寿園
- 新潟市アイスアリーナ
- 新潟市産業振興センター
- 新潟テルサ
- 東京学館新潟高等学校
- 新潟市民病院
- 新潟市消防局

### 交通アクセス
- 新潟交通 S7 スポーツ公園線（新潟駅南口発着）・S1 市民病院線（市役所前発着）ほか 「鳥屋野潟公園前」バス停より徒歩すぐ
- 国道8号（新潟バイパス）女池ICより車で約5分
- 磐越自動車道 新潟中央ICより車で約1分

### その他
- 隣接地は1989年に開催された「'89新潟食と緑の博覧会（ナイスふ〜ど新潟'89）」のメイン会場だった（後にとやのレイクランド→新潟市消防局となる）。

## 女池地区
鳥屋野潟の北部、他の2エリアの対岸に位置する。新潟県立自然科学館と新潟県立図書館が園内にある。
2013年（平成25年）度より株式会社アール・ケー・イーが指定管理者として運営管理を行っている。

### 主な施設
- 女池インフォメーションセンター
- 出会いの丘（巨大パーゴラ）
- しらべの小径
- 水辺の広場
- 展望台
- 駐車場

### 周辺施設
- 鳥屋野運動公園野球場
- 鳥屋野交通公園
- 新潟県立新潟江南高等学校

### 交通アクセス
- 新潟交通 S5 女池線（新潟駅南口、市役所前等発着）ほか 「野球場・科学館前」バス停より徒歩約8分
- 磐越自動車道・新潟中央ICより車で約5分
- 国道8号（新潟バイパス）桜木ICより車で約3分・女池インターチェンジより車で約5分

## スポーツ公園
鳥屋野潟の南部中央一帯に位置し、新潟スタジアムなどが所在する北地区と、県立野球場などが所在する南地区の2地区から成る。北地区の園地は、西側の鐘木地区の園地と接しており、徒歩等による回遊も可能である。株式会社アルビレックス新潟、公益財団法人新潟県都市緑花センター（アルビレックス新潟・都市緑花センターグループ）が指定管理者として運営管理を行っている。

## その他
- 単に「鳥屋野潟公園」と言った場合は鐘木地区を指すことが多く、スポーツ公園地区に関しては「新潟県スポーツ公園」もしくは「スポーツ公園」が通称として用いられる。
- 新潟スタジアム・新潟県立野球場の新潟県都市公園条例上における正式名称は、それぞれ「新潟県立鳥屋野潟公園新潟スタジアム」「新潟県立鳥屋野潟公園野球場」であるが、両施設ともスポーツ公園内に所在する。
- 新潟市の1981年時点の将来構想では鳥屋野潟周辺地区は巨大な文化地帯「スコーレ・ゾーン」として位置づけられていた[18]。